# Anisodes harrietae
Anisodes harrietae là một loài bướm đêm trong họ Geometridae.